# とんきゅう
とんきゅう株式会社（とんきゅう、英称:TONQ CO., Ltd.）は、茨城県つくば市に本社を置くレストラン運営会社である。茨城県、千葉県、埼玉県に店舗を展開している。運営するレストランの種類は、とんかつ料理店の「とんQ」、焼肉料理店の「炭火焼肉赤牛」、イタリア料理店の「アルゾーニ・イタリア」がある。2020年9月現在、計15店舗を展開している。

## 沿革
創業者の矢田部武久は、商社を立ち上げるも3000万円の借金を抱えてしまい、その返済のためにとんQを立ち上げた。矢田部の実家は製餡店でとんかつ作りの経験はなく、横浜市で3か月の修業の後、当時発展途上であった筑波研究学園都市を出店先に選択した。開店当初は矢田部とイギリス人の妻の2人で切り盛りし、事業が軌道に乗るまで5年を要した。
- 1978年（昭和53年）10月 ‐ 会社設立。
- 1983年（昭和58年）3月 ‐ とんQの1号店を現在のつくば市に開店[2]。
- 1999年（平成11年）10月 ‐ 成田ニュータウン店を開店し千葉県に進出。
- 2000年（平成12年）10月 ‐ カルビ屋大福をFC形式で開店。
- 2003年（平成15年）5月 ‐ 春日部店を開店し埼玉県に進出。
- 2004年（平成16年）
  - 6月 ‐ アルゾーニ・イタリアを開店。
  - 12月 ‐ 炭火焼肉赤牛を開店。
- 2019年（令和元年）12月5日 - 東急プラザ渋谷店を開店し、東京都に進出[3]

## 店舗と料理

### とんQ

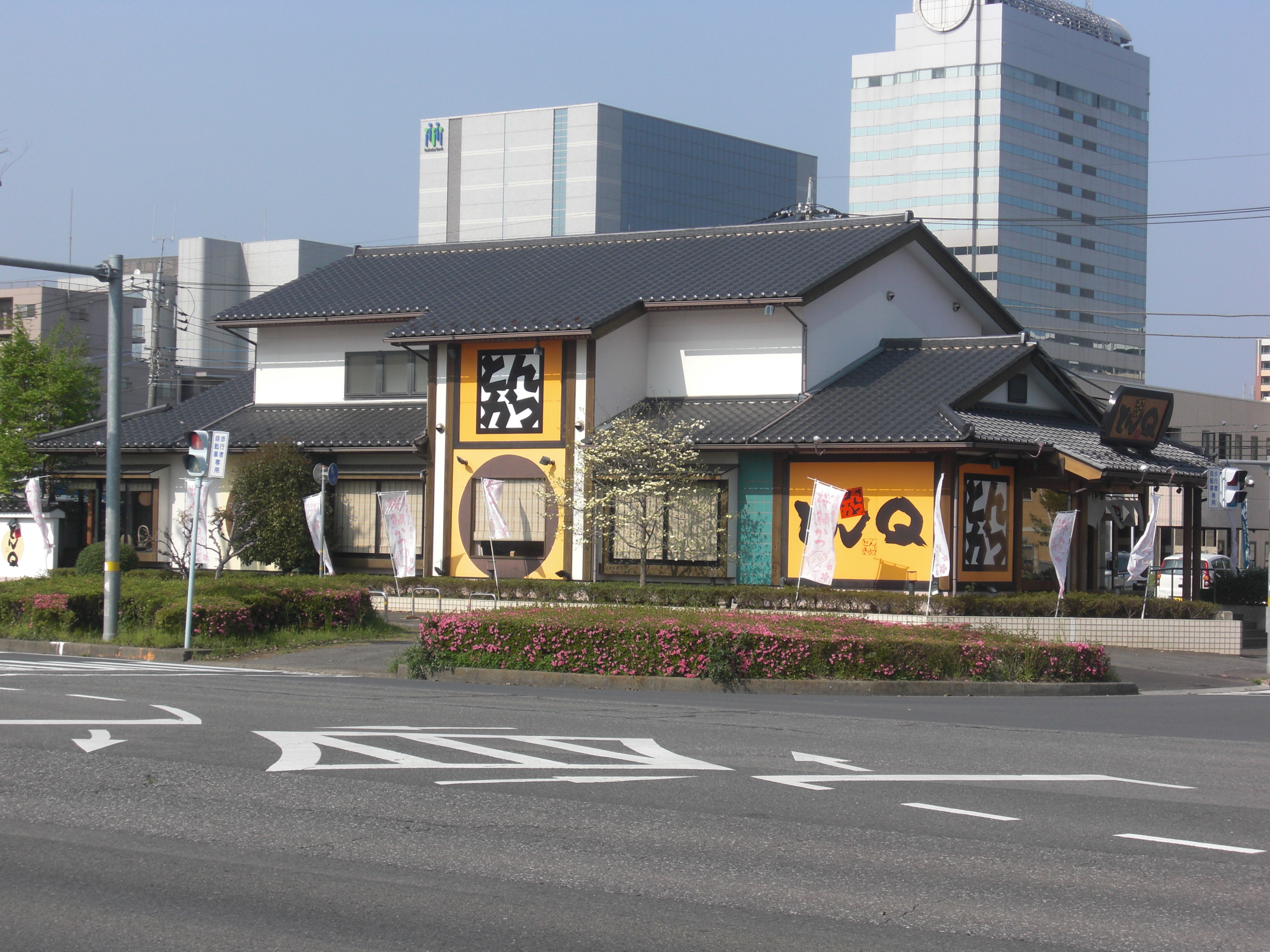
つくば本店

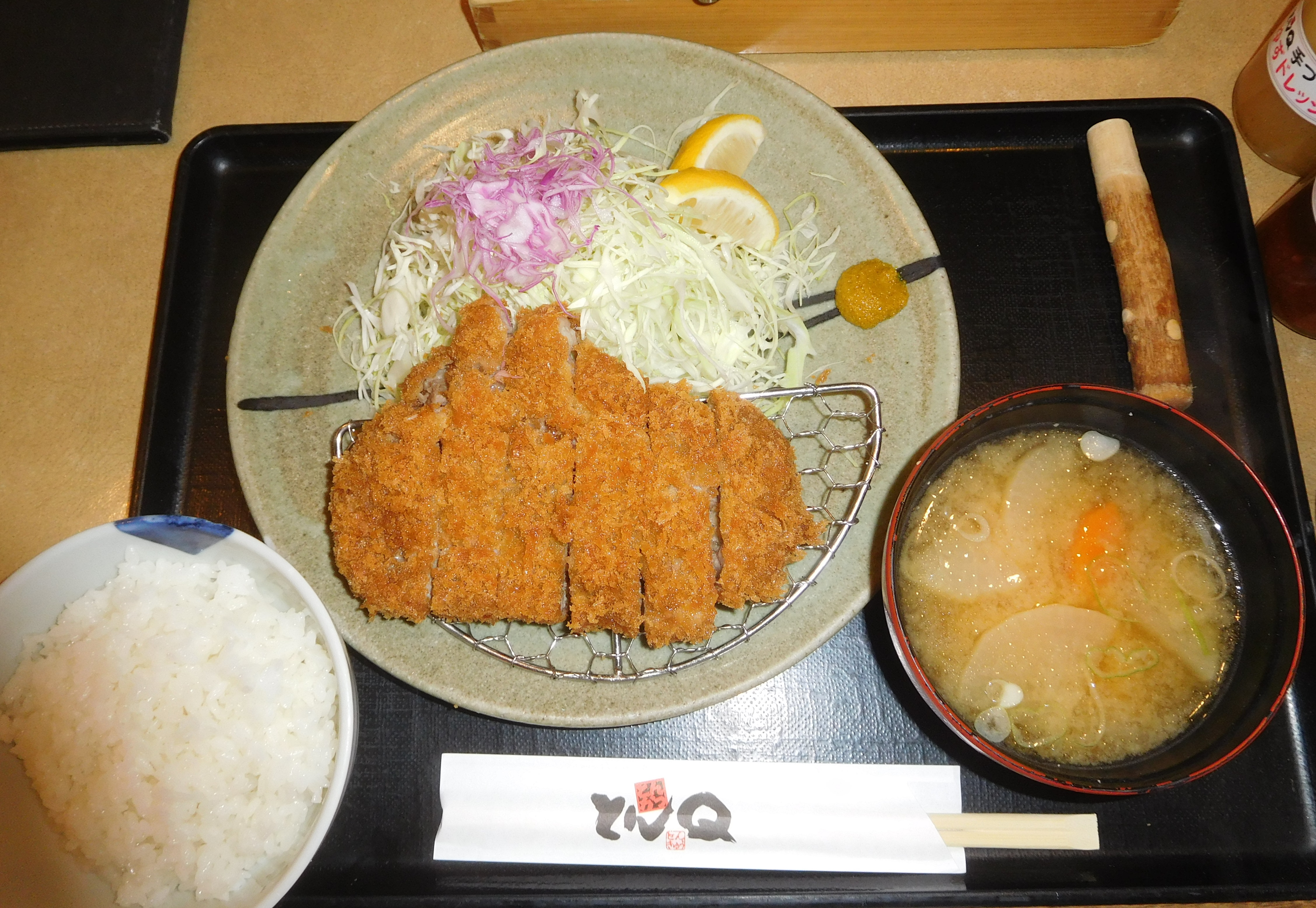
やまと豚ロースかつ定食

提供する豚肉はすべて日本国内産で、ブランド豚のやまと豚・赤城豚も扱う。やまと豚は開業当初から使用しており、創業者の矢田部は、自分には安い素材から旨い料理を作れないので素材でカバーした、と語っている。とんかつの厚みは約3 cmあり、肉を柔らかくするために油で揚げた後で余熱で仕上げる。
とんかつの定食は、ご飯と味噌汁をそれぞれ2種類から選択することができ、ご飯・キャベツ・3種の漬物はおかわり自由である。キャベツ用のドレッシングは自家製で、味噌汁・キャベツ・漬物は店舗ごとに違いがあり、漬物は各店で漬ける。とんかつ以外に季節限定メニューとして、ホタテ、アジ、ハモ、牡蠣、ブリなどを提供する。
客層はサラリーマン、ママ友、高齢者など幅広く、1か月に何度も通う常連客も多い。接客方法は特にマニュアル化しておらず、従業員が自主的に客に声をかけている。つくば本店は、トリップアドバイザーのつくば市のレストラン（約1,300軒）ランキングで第1位になったことがある。
川崎市にある同名店舗との関係はない。
- つくば本店 - 茨城県つくば市
- イーアス店 - 茨城県つくば市
- 水戸千波店 - 茨城県水戸市
- 守谷ふれあい店 - 茨城県守谷市
- 成田ニュータウン店 - 千葉県成田市
- 野田店 - 千葉県野田市
- 柏髙島屋ステーションモール店 - 千葉県柏市
- 春日部店 - 埼玉県春日部市
- ふじみ野店 - 埼玉県ふじみ野市
- 東急プラザ渋谷店 - 東京都渋谷区

閉店
- 水戸インター店（茨城県水戸市） - 契約満了のため、2020年（令和2年）9月21日に閉店[7]。

### 焼肉赤牛

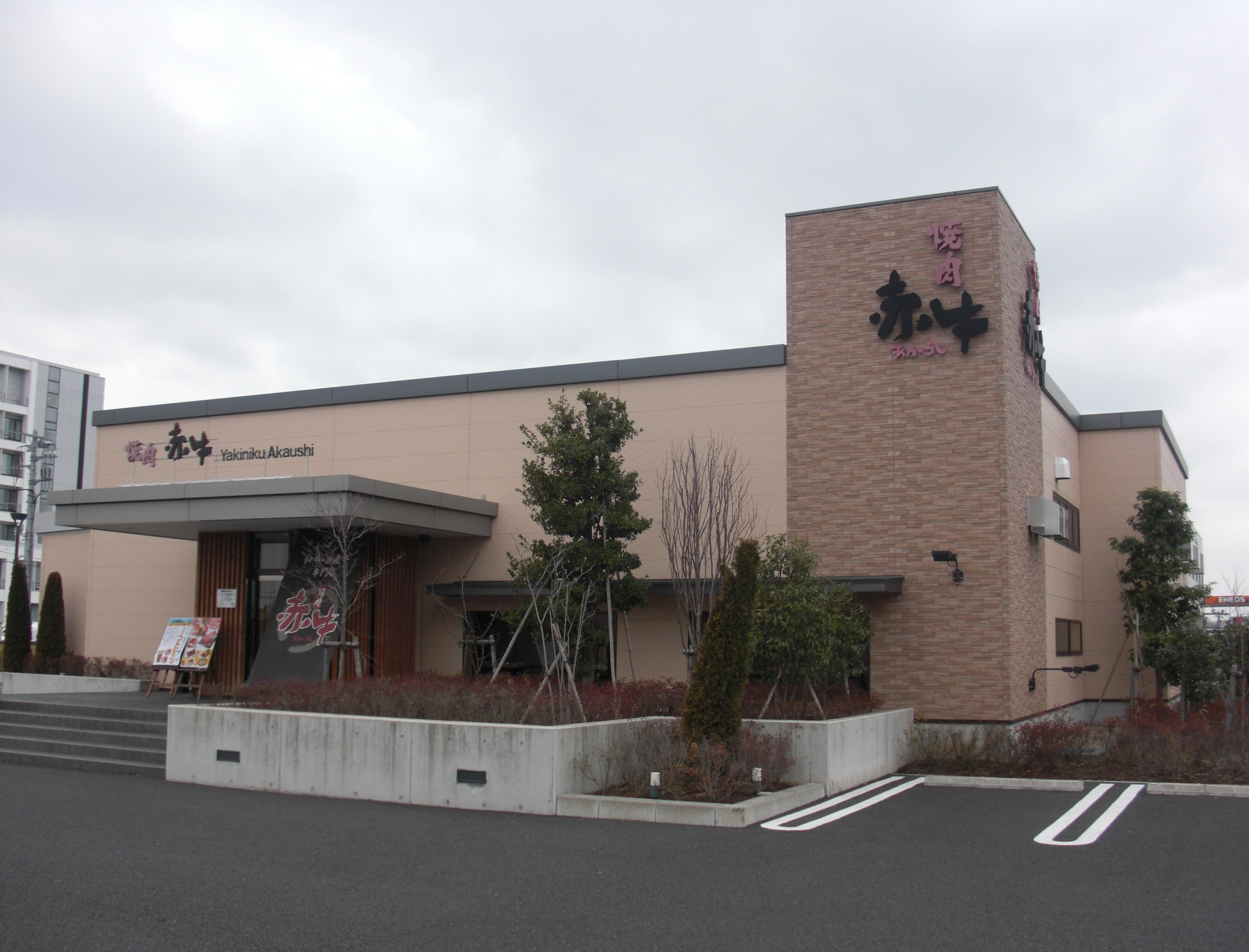
焼肉赤牛つくば本店

- つくば本店 - 茨城県つくば市
- 水戸店 - 茨城県水戸市
- 守谷店 - 茨城県守谷市

### その他
- アルゾーニ・イタリア - 茨城県つくば市
- Gastro Kitchen JUNBOO - 茨城県つくば市